# برينسيسا بلانكا
برينسيسا بلانكا (بالإسبانية: Princesa Blanca)‏ هي مصارعة محترفة مكسيكية، ولدت في 26 أغسطس 1974 في مدينة سان لويس بوتوسي في المكسيك.

## روابط خارجية
- برينسيسا بلانكا على موقع CageMatch worker (الإنجليزية)